# Ra's Misallah
Ra's Misallah är en udde i Egypten.   Den ligger i guvernementet Sina al-Janubiyya, i den nordöstra delen av landet, 130 km öster om huvudstaden Kairo.
Terrängen inåt land är platt. Havet är nära Ra's Misallah västerut.  Närmaste större samhälle är Suez, 18,8 km norr om Ra's Misallah. 